# Kanton Grand-Bourg
Der Kanton Grand-Bourg war ein französischer Wahlkreis im Übersee-Département Guadeloupe. Er umfasste einzig die Gemeinde Grand-Bourg.